# Listă de filme britanice din 1978
Aceasta este o listă de filme britanice din 1978:

## Lista
| Titlu                                         | Regizor               | Distribuție                                           | Gen                                            | Note                                                                                     |
| --------------------------------------------- | --------------------- | ----------------------------------------------------- | ---------------------------------------------- | ---------------------------------------------------------------------------------------- |
| Absolution                                    | Anthony Page          | Richard Burton, Dominic Guard                         | Thriller                                       |                                                                                          |
| The Big Sleep                                 | Michael Winner        | Robert Mitchum, Sarah Miles                           | Crimă, dramatic                                |                                                                                          |
| The Boys from Brazil (Himera)                 | Franklin J. Schaffner | Gregory Peck, Laurence Olivier James Mason            | Thriller                                       | Co-producție cu SUA                                                                      |
| Carry On Emmannuelle                          | Gerald Thomas         | Kenneth Connor, Suzanne Danielle                      | Comedie                                        |                                                                                          |
| The Comeback                                  | Pete Walker           | Pamela Stephenson, David Doyle, Bill Owen             | Horror                                         |                                                                                          |
| Moarte pe Nil                                 | John Guillermin       | Peter Ustinov, Jane Birkin, Bette Davis, Mia Farrow   | Suspense                                       | După un roman de Agatha Christie                                                         |
| Uraganul vine de la Navarone                  | Guy Hamilton          | Robert Shaw, Harrison Ford, Richard Kiel              | Film despre al doilea război mondial/adventuri |                                                                                          |
| Give Us Tomorrow                              | Donovan Winter        | Sylvia Syms, Derren Nesbitt                           | Crimă                                          |                                                                                          |
| Home Before Midnight                          | Pete Walker           | James Aubrey, Alison Elliott, Richard Todd            | Drama                                          |                                                                                          |
| Intimate Games                                | Tudor Gates           | George Baker, Felicity Devonshire                     | Comedie                                        | [ 1 ]                                                                                    |
| Killer's Moon                                 | Alan Birkinshaw       | Anthony Forrest, David Jackson                        | Horror                                         |                                                                                          |
| The Legacy                                    | Richard Marquand      | Katharine Ross, Sam Elliott                           | Horror                                         |                                                                                          |
| Leopard in the Snow                           | Gerry O'Hara          | Keir Dullea, Susan Penhaligon                         | Drama                                          |                                                                                          |
| Let's Get Laid                                | James Kenelm Clarke   | Robin Askwith, Fiona Richmond                         | Comedie                                        |                                                                                          |
| Long Shot                                     | Maurice Hatton        | Charles Gormley, Neville Smith, Susannah York         | Drama                                          | [ 2 ]                                                                                    |
| The Medusa Touch                              | Jack Gold             | Richard Burton, Lee Remick                            | Thriller                                       |                                                                                          |
| Midnight Express                              | Alan Parker           | Brad Davis, Randy Quaid, John Hurt                    | film cu închisori, drama                       |                                                                                          |
| The Odd Job                                   | Peter Madek           | David Jason, Graham Chapman                           | Comedie                                        |                                                                                          |
| The Playbirds                                 | Willy Roe             | Alan Lake, Glynn Edwards                              | Crimă                                          |                                                                                          |
| Power Play                                    | Martyn Burke          | Peter O'Toole, David Hemmings                         | Thriller                                       | Co-producție cu Canada                                                                   |
| Revenge of the Pink Panther                   | Blake Edwards         | Peter Sellers, Robert Webber                          | Comedie                                        |                                                                                          |
| Rosie Dixon - Night Nurse                     | Justin Cartwright     | Debbie Ash, Carolyne Argyle                           | Comedie                                        |                                                                                          |
| The Sailor's Return                           | Jack Gold             | Tom Bell, Shope Shodeinde                             | Dramatic                                       |                                                                                          |
| Sammy's Super T-Shirt                         | Jeremy Summers        | Reggie Winch, Lawrie Mark                             | Familie                                        |                                                                                          |
| The Shout                                     | Jerzy Skolimowski     | Alan Bates, Susannah York, John Hurt                  | Horror                                         |                                                                                          |
| Silver Bears                                  | Ivan Passer           | Michael Caine, Cybill Shepherd                        | Comedie                                        |                                                                                          |
| Stevie                                        | Robert Enders         | Glenda Jackson, Mona Washbourne                       | biografic                                      |                                                                                          |
| The Stud                                      | Quentin Masters       | Joan Collins, Oliver Tobias                           | Drama                                          |                                                                                          |
| Superman                                      | Richard Donner        | Christopher Reeve, Margot Kidder                      | Aventuri                                       | Co-producție cu SUA                                                                      |
| Sweeney 2                                     | Tom Clegg             | John Thaw, Dennis Waterman                            | Crimă                                          |                                                                                          |
| Terror                                        | Norman J. Warren      | John Nolan, Carolyn Courage                           | Horror                                         |                                                                                          |
| The Thirty Nine Steps (bazat pe 39 de trepte) | Don Sharp             | Robert Powell, David Warner, Karen Dotrice            | Thriller                                       | Ecranizări anterioare în 1935 și 1959                                                    |
| Tomorrow Never Comes                          | Peter Collinson       | Oliver Reed, Susan George                             | Crime                                          | Co-producție cu Canada; în concurs la a 11-a ediție a Festivalului de Film de la Moscova |
| Warlords of Atlantis (Lumea Atlantidei)       | Kevin Connor          | Doug McClure, Peter Gilmore, Shane Rimmer             | SF/fantastic                                   |                                                                                          |
| The Water Babies                              | Lionel Jeffries       | James Mason, Bernard Cribbins, Billie Whitelaw        | Familie/animație                               |                                                                                          |
| Watership Down                                | Martin Rosen          | John Hurt, Richard Briers, Zero Mostel                | Animație, drama                                | Ultimul film al lui Zero Mostel                                                          |
| What's Up Superdoc!                           | Derek Ford            | Christopher Mitchell, Julia Goodman, Harry H. Corbett | Comedie                                        |                                                                                          |
| The Wild Geese                                | Andrew V. McLaglen    | Richard Burton, Roger Moore                           | Acțiune                                        |                                                                                          |